# 山林庁
山林庁（さんりんちょう、Korea Forest Service）は、 大韓民国における農林畜産食品部傘下の国家行政機関。日本の林野庁に相当する。

## 沿革
- 1967年1月1日 - 農林部傘下の山林局が山林庁として独立。
- 1973年3月3日 - 内務部所属に変更。
- 1987年1月1日 - 農林水産部所属に変更。
- 1996年8月 - 農林水産部が農林部と海洋水産部に分割された事に伴い、農林部の傘下となる。
- 2008年2月29日 - 農林水産食品部の傘下となる。
- 2017年2月 - 韓国森林福祉振興院の公共機関指定。

## 役割

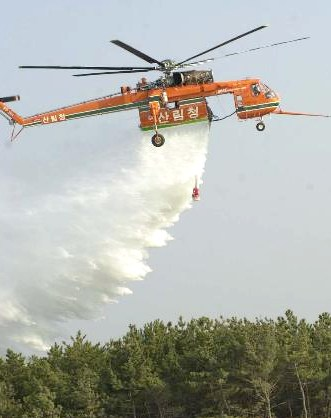
大韓民国山林庁のS-64E

山林の保護育成、山林資源の増殖、林産物の利用開発、山林経営の研究と改善に関する業務を担当する。
日本の林野庁とは異なり山火事に対応する部隊も編成しており、空中消火機としてS-64Eを4機配備している。

## 所在地
- 大田広域市西区屯山洞920番地 政府大田庁舎1棟

## 組織

### 幹部
- 庁長
  - 代弁人
- 次長
  - 企画調整官
  - 海外資源協力官

### 下部組織
- 運営支援課
- 山林資源局
- 山林利用局
- 山林保護局

### 所属機関
| - 国立樹木院 - 山林教育院 - 山林航空本部 - 国立山林品種管理センター | - 地方山林庁 北部、東部、南部、中部、西部 - 国立山林科学院 - 国立自然休養林管理所 |